# Serie negra
Serie negra es una película francesa de 1979 dirigida por Alain Corneau. Se trata de un drama policial que originalmente se llamaría A Hell of a Woman.
El guion es una adaptación de Georges Perec de la novela Una mujer endemoniada (1954), del escritor estadounidense Jim Thompson. Dicho guion, nominado al Premio César, fue publicado poco después del estreno en la revista L'Avant-Scène Cinéma.